# Callispa pallida
Callispa pallida es un insecto coleóptero de la familia Chrysomelidae.
Fue descrita científicamente por primera vez en 1888 por Gestro.